# Faye Runaway
Faye Runaway, pseudonimo di Erin Marie Adam (Detroit, 30 novembre 1987), è un'ex attrice pornografica statunitense.

## Biografia
Nata a Detroit, Michigan, non si sa molto della sua vita prima del 2007, anno in cui a 20 anni decise di entrare nell'industria del porno, ispirandosi all'attrice Faye Dunaway nella scelta del suo pseudonimo. Fin dall'inizio, prese parte a sedute a temi lesbico, sesso orale, P.O.V., sesso in gruppo, ecc..
Ha lavorato per aziende come: Hustler, Club Jenna, Ninn Worx, Red Light District, Elegant Angel ed altri.
Nel 2008 ha ricevuto la sua unica nomination agli AVN Awards, nella categoria delle migliori scene di sesso di gruppo per il film Upload, in una scena con: Eva Angelina, Julie Night, Veronica Rayne, Marsha Lord, Shannon Kelly, Carly Parker, Kayden Faye, Aiden Starr, Mark Davis, Alex Sanders, Tyler Knight, Sledge Hammer, Christian, Alex Gonz, Justice Young ed Evan Stone.
Alcuni film della sua filmografia sono: Butt Licking Anal Whores 8, First Offense 24, Fresh Newcummers, Kissing Game 4, Mandingo Teen Domination, Your Mom's Ass Is Tight, ecc..
Si è ritirata nel 2013, con un totale di 115 film registrati come attrice; ha deciso di lasciare l'industria pornografica dopo aver visto che la sua carriera ha influenzato la sua vita familiare ed ha deciso di tornare all'Università e studiare psicologia.